# Травоколірцеві (надтриба)
Травоколірцеві (лат. Chlorophoritae Zamoroka, 2021) — найбільш еволюційно молода надтриба скрипунових жуків у підродині Козакових, до складу якої входять три триби: Різьблярцеві (Anaglyptini), Травоколірцеві (Chlorophorini) і Осівцеві (Clytini). Типовим родом надтриби є Травоколірник (Chlorophorus Chevrolat, 1863).

## Молекулярна філогенія
Відповідно до даних молекулярної філогенії (за генами 12S RNA, 16S rRNA, COI, 18S rRNA і 28S rRNA) надтриба Травоколірцеві введена, як таксономічна одиниця, на основі парафілетичності триб триб Різьблярцеві (Anaglyptini) й Осівцеві (Clytini) і встановленні поділу Осівцевих на дві сестринські групи родів: 1) Plagionotus – Chlorophorus – Demonax і 2) Neoclytus – Perissus – Clytus – Xylotrechus. Обидві групи родів були визначені трибами: Травоколірцеві (Chlorophorini) і Осівцеві (Clytini). Усі три триби разом становлять одну монофілетичну кладу, виокремлену у надтрибу Травоколірцеві (Chlorophoritae), добре відмежовану на філогенетичному дереві підродини Козакових (Cerambycinae).

## Морфологія
Тіло більш-менш видовжене, вузьке, субциліндричне. Кліпеус укорочений. Лоб укорочений, майже стрімкий, часто з поздовжніми кілями або борознами. Вусики зазвичай короткі, досягають першої третини надкрил. Передньоспинка субсферична (поперечна або видовжена). Тіло вкрите волосками, зазвичай із контрастним візерунком у вигляді смуг. Ноги зазвичай видовжені, часто з потовщеними стегнами. 
Ключовими ознаками для віднесення видів до надтриби є субсферична передньоспинка, видовжене і субциліндричне тіло , з контрастним візерунком із волосків.

## Розмаїття
До надтриби Травоколірцеві залічують такі роди: 
1. Різьблярцеві — Anaglyptini Lacordaire, 1868
2. Травоколірцеві — Chlorophorini Zamoroka, 2021
3. Осівцеві — Clytini Mulsant, 1839